# L'ospite inatteso
Pour plus de détails, voir Fiche technique et Distribution.
L'ospite inatteso est un téléfilm italien réalisé par Daniele D'Anza, diffusé en 1980 en Italie. Il est adapté de la pièce de théâtre Le Visiteur inattendu d'Agatha Christie.

## Fiche technique
- Titre original : L'ospite inatteso
- Réalisation : Daniele D'Anza
- Scénario : d'après la pièce de théâtre Le Visiteur inattendu d'Agatha Christie
- Société de production : Rai
- Société de distribution : Rai
- Pays d’origine : Italie
- Langue originale : italien
- Format : couleur
- Genre : Téléfilm policier
- Dates de sortie :
  -  Italie : 1980

## Distribution
- Paolo Bonacelli : Michael Starkwedder
- Elisa Cegani : Mrs. Warwick
- Giovanni Crippa : Jan Warwick
- Micaela Giustiniani : Miss Bennet
- Armando Landolfi : Richard Warwick
- Bruno Marinelli : Sergent Cadwallader
- Renato Mori : Inspecteur Thomas
- Paola Pitagora : Laura Warwick
- Roberto Posse : Julian Farrar
- Carlo Reali : Henry Angell